# Svatý Hospic

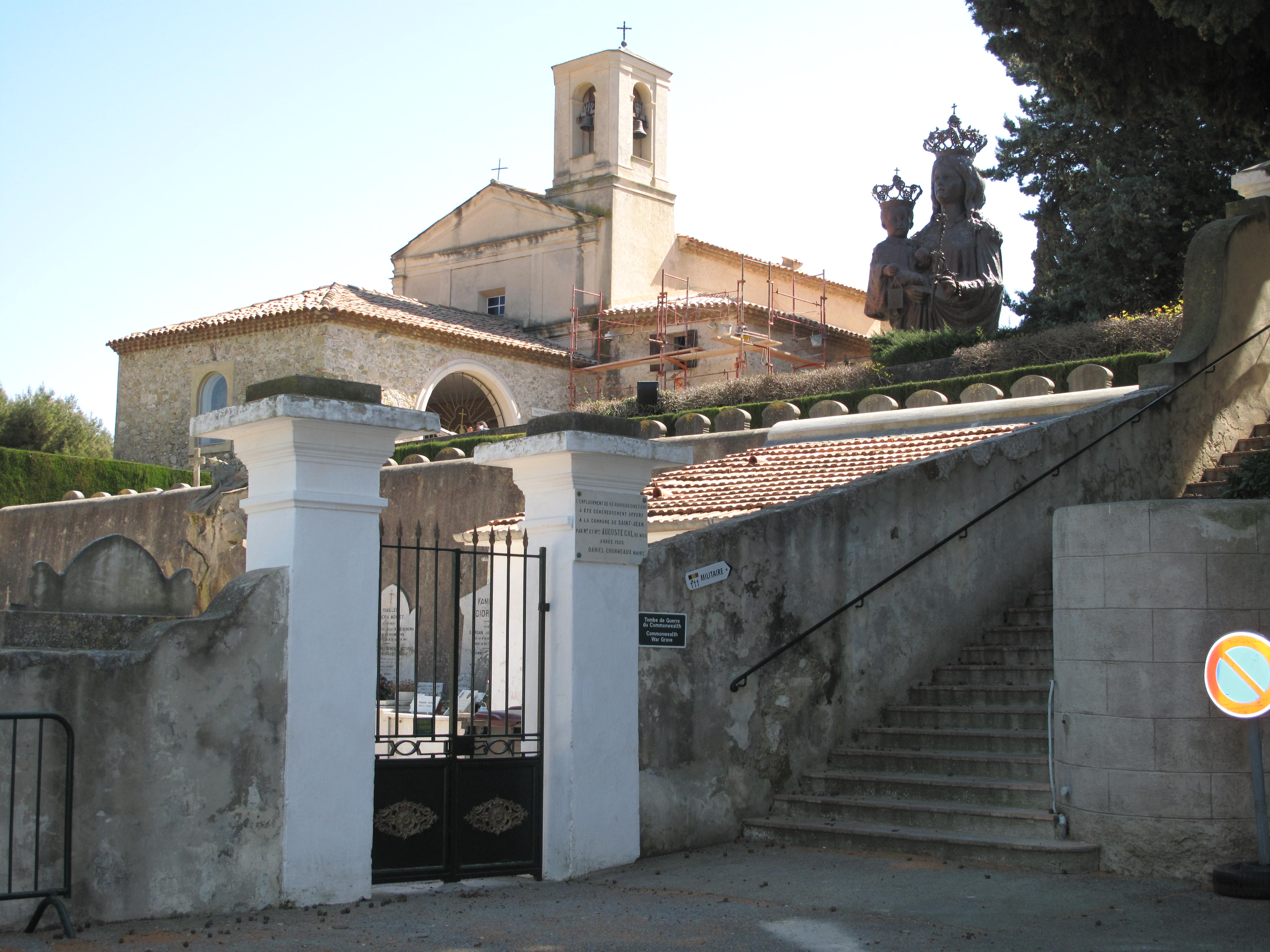
Kaple sv. Hospice v obci Saint-Jean Cap-Ferrat (departement Alpes-Maritimes)

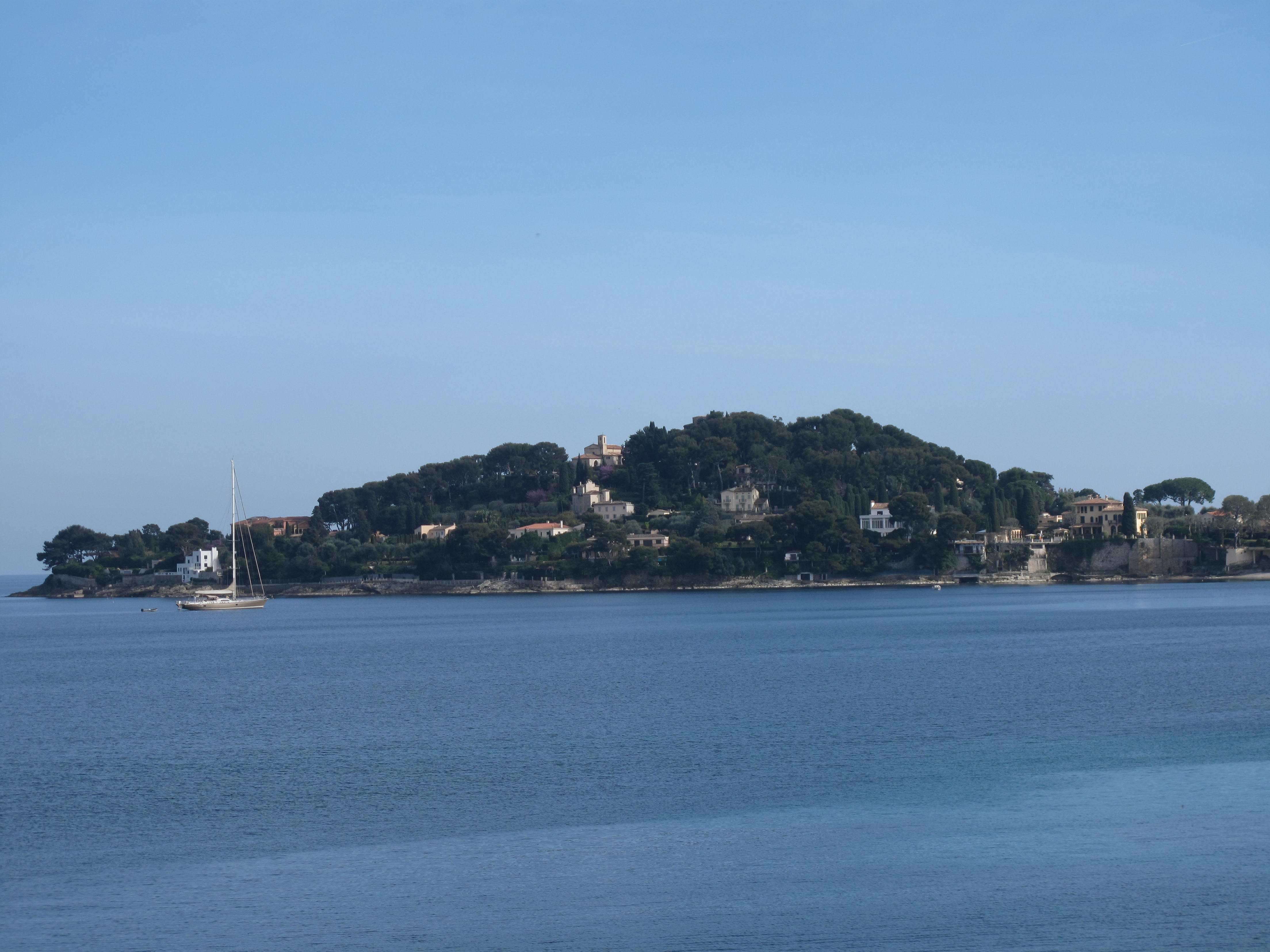
Část obce Saint-Jean Cap-Ferrat na poloostrově Cap Ferrat, na vrcholu je kaple sv. Hospice.

Svatý Hospic (také Hospicius; latinsky Hospitius; francouzsky Hospice) (na počátku 6. století? Egypt - 21. května 581 Cap Ferrat, Galie) byl francouzský světec, asketa, poustevník a divotvorce. V římskokatolické církvi má svátek 21. května.

## Život
Podle některých zdrojů se narodil na počátku 6. století v Nice a v mládí odešel do Egypta, ale většinou se soudí, že z této země pocházel. V každém případě v Egyptě dlouhá léta žil a osvojil si zde asketický způsob života, stal se mnichem a poustevníkem. Odíval se hrubým žíněným kajícím rouchem, na holém těle nosil železné řetězy a živil se jen chlebem a ovocem. Poté se usadil ve Francii, kde žil poustevnicky v chátrající věži na poloostrově Cap Ferrat, jenž vybíhá do Středozemního moře, několik kilometrů východně od Nice. Ve dnech čtyřicetidenního půstu se živil jen kořínky egyptských rostlin, které pojídají tamější poustevníci; tyto kořínky mu do Francie dováželi obchodníci. Nejdříve pil šťávu, která se z bylin vyvařila, potom snědl vyvařené kořínky.
Vynikal nejen přísným pokáním, ale vykonal i řadu zázraků. Předpověděl ozbrojený vpád Langobardů (574–575) a označil ho za trest Boží. Lid je nevěřící, křivopřísežný, zlodějstvům oddaný, k vraždám vždy pohotový. Chudí nedostávají potravu, nazí se neodívají. Proto přijdou Langobardi a zpustoší sedm měst. Varoval obyvatele, mnichy žijící poblíž jeho věže poslal pryč, sám však zůstal. Když Langobardi přitáhli, ukázal se jim v okně. Ozbrojenci věž obcházeli, ale nemohli najít vchod. Svatý Hospic se totiž po vzoru některých poustevníků nechal ve věži zazdít.
Dva ozbrojenci vylezli nahoru a odkryli střechu. Uviděli světce oděného v žíněné roucho a spoutaného řetězy. Domnívali se, že je to nějaký vrah, kterého zde drží v okovech. Zavolali tlumočníka a zeptali se Hospice, co udělal zlého, že musí snášet takový trest. Světec vyznal, že vraždil a že je vinen všemi zločiny. Poté jeden z Langobardů vytrhl meč, aby mu uťal hlavu. Ale Bůh učinil zázrak: jakmile se ozbrojenec rozmáchl k ráně, strnula mu pravice a už s ní nemohl pohnout. Povolil tedy stisk a meč upadl na zem. Když pak Langobardi prosili o smilování, světec požehnal ruku znamením spásy a uzdravil ji. Uzdravený ozbrojenec si nechal ostříhat hlavu a stal se mnichem. Dva z langobardských vojevůdců se na pokyn svatého Hospice bez úhony vrátili do své vlasti. Ti však, kdo jeho příkazem pohrdli, zahynuli bídnou smrtí v kraji, kam vpadli. Mezi dalšími zázraky, které Bůh učinil prostřednictvím sv. Hospice, jsou uváděny uzdravení hluchoněmého, navrácení zraku člověku, jenž byl slepý od narození, vyhnání nečistých duchů z posedlých žen. Světec též předpověděl, kdy zemře. Když se přibližoval den jeho smrti, povolal k sobě probošta blízkého kláštera a nařídil mu, aby dal prolomit zeď věže, ve které byl zazděn, a aby poslal pro biskupa, jenž vykoná pohřební obřady. Oknem bylo vidět, že poustevník je stále spoutaný řetězy a tělo má plné červů. Teprve těsně před smrtí odložil řetězy, pomodlil se a vypustil ducha. A ihned zmizeli všichni červi, kteří provrtávali jeho svaté údy. Potom přišel biskup Austadius, jenž tehdy patrně zastupoval biskupa v Nice, a s největší pečlivostí ho dal pohřbít. Svatý Hospic zemřel 21. května 581.

## Úcta
Krátce po poustevníkově smrti podal zprávu o jeho životě a zázracích svatý Řehoř z Tours v šesté knize svého spisu Historiarum libri decem [česky vydáno pod názvem O boji králů a údělu spravedlivých]. V tomto díle již označuje Hospice za světce. V obci Saint-Jean Cap-Ferrat se nachází kaple sv. Hospice; byla vybudována na místě zbořené věže, ve které poustevník žil. Je uctíván hlavně v okolí Nice, tamní katedrální chrám uchovává část jeho ostatků. Částečky ostatků jsou i v chrámech obcí Villefranche-sur-Mer a La Turbie.
Svatý Hospic byl zapsán do Římského martyrologia, oficiálního seznamu světců římskokatolické církve,  a je v něm uváděn i po druhém vatikánském koncilu. Jeho liturgická památka připadá na 21. květen.